# Březina (okres Rokycany)
Březina (katastrální území Březina u Rokycan, německy Brzezina) je obec v okrese Rokycany v Plzeňském kraji. Leží zhruba sedm  kilometrů severně od Rokycan. Žije zde 397 obyvatel. V okolí se nachází archeologické naleziště na vrchu Hradiště (619 m n. m.).

## Historie
První písemná zmínka o obci pochází z roku 1379, její dějiny však sahají mnohem dál. Na nedalekém vrchu Hradiště nachází zbytky slovanského hradiště. Na zdejším hradě i zámku se vystřídalo mnoho majitelů z řad šlechty.
Podle místní ústní tradice zámek a park navštívil J. W. Goethe. Byl po něm pojmenován i jeden strom v zámecké zahradě. S Goethem se setkal majitel zdejšího panství Kašpar Šternberk, zakladatel Národního muzea, který na zdejším zámku roku 1838 zemřel.
Rád sem jezdil také komik Vlasta Burian, který zde měl chatu pod vrchem Hradiště.

## Obyvatelstvo
| Rok            | 1869 | 1880 | 1890 | 1900 | 1910 | 1921 | 1930 | 1950 | 1961 | 1970 | 1980 | 1991 | 2001 | 2011 | 2021 |
| -------------- | ---- | ---- | ---- | ---- | ---- | ---- | ---- | ---- | ---- | ---- | ---- | ---- | ---- | ---- | ---- |
| Počet obyvatel | 636  | 664  | 725  | 725  | 668  | 666  | 596  | 545  | 457  | 425  | 354  | 294  | 298  | 327  | 372  |
| Počet domů     | 73   | 86   | 103  | 97   | 97   | 103  | 116  | 124  | 125  | 123  | 105  | 132  | 144  | 149  | 168  |

## Obecní správa

### Obecní symboly
Znak a vlajka byly obci uděleny rozhodnutím předsedkyně Poslanecké sněmovny Parlamentu České republiky dne 18. května 2012.

## Pamětihodnosti
- Zámek Březina – empírový zámek z konce 18. století. V minulém století, asi v 80. letech, ještě sloužil jako lesnické učiliště, nyní v restituci vrácen Šternberkům. Celý komplex obklopuje zámecký park.
- Hrad Březina, zřícenina – vystavěn Jindřichem z Elstenberka kolem roku 1389. Na hradě se pak střídají zástupci rodu Duců z Vavřin. Po nich se tu objevuje celá řada rodů. V druhé polovině 17. století je hrad už považován za zpustlý.
- Hradiště Březina, raně středověké hradiště z devátého a desátého století[6]
- Dub na rozcestí, památný strom

## Osobnosti
- Kašpar Šternberk (1761–1838), přírodovědec
- Vlasta Burian (1891–1962), herec; žil často v chatě v Březině